# Comté de Richland (Montana)
Pour les articles homonymes, voir Comté de Richland.
Le comté de Richland est un des 56 comtés de l’État du Montana, aux États-Unis. En 2010, la population était de 9 746 habitants. Son siège est Sidney.
Il fut créé par la Législature du Montana en 1914, en reprenant une partie du comté de Dawson. Le premier choix pour le nom du comté était Gate, mais Richland fut finalement adopté comme un moyen d'attirer de nouveaux habitants.

## Géographie
Selon le Bureau du recensement, le comté a une superficie totale de 2,103 miles carrés (5,450 km2), dont 2,084 miles (5,400 km2) sont composés de terre et 19 miles (49 km2) (0,9 % sont composés d'eau. 

### Principales routes
- Montana Highway 16
- Montana Highway 23
- Montana Highway 200

### Géolocalisation
|                 | Comté de Roosevelt              |                                   |
| Comté de McCone | Comté de Richland               | Comté de McKenzie, Dakota du Nord |
|                 | Comté de Dawson Comté de Wibaux |                                   |

## Économie
Même si la majorité de la superficie de Richland est consacrée à l'élevage, le commerce du pétrole est devenu est un élément majeur de l'économie du comté depuis la découverte du Elm Coulee Oil Field, un gisement de pétrole de la formation de Bakken.

## Politique
Les électeurs de Richland sont majoritairement républicains, et n'ont voté qu'une seule fois, depuis 1948, en faveur du parti démocrate.

## Répartition du comté

### Siège
- Sidney

### Principale ville
- Fairview

### Census-designated place
- Crane
- Fox Lake

### Communautés non-incorporées
- Andes
- Enid
- Lambert
- Nohly
- Ridgelawn
- Savage (connue avant sous le nom de Knife River)
- Sioux Pass